# Гальбс
Гальбс (нім. Halbs) — громада в Німеччині, розташована в землі Рейнланд-Пфальц. Входить до складу району Вестервальд. Складова частина об'єднання громад Вестербург.
Площа — 2,12 км2. Населення становить 363 ос. (станом на 31 грудня 2020).